# Hintersiedlung
Hintersiedlung ist ein bewohnter Gemeindeteil der Gemeinde Bestensee im Landkreis Dahme-Spreewald in Brandenburg.

## Geografische Lage
Der Gemeindeteil liegt rund 2,2 km südlichwestlich des Gemeindezentrums. Nördlich liegt der Gemeindeteil Vordersiedlung, östlich und südöstlich der Pätzer Hintersee sowie westlich der weitere Gemeindeteil Ausbau. Zwischen beiden Gemeindeteilen verläuft in Nord-Süd-Richtung die Regionalbahnlinie RB 24 (Eberswalde–Berlin–Senftenberg).

## Geschichte
In den Karten des Deutschen Reiches (1902–1948) ist noch keine Wohnbebauung erkennbar. Die Erschließung erfolgte demnach erst in der Zeit der DDR. Im Jahr 1950 wurde die Siedlung unter der Bezeichnung Am Hintersee als Wohnplatz von Bestensee aufgeführt.